# Hanna Olechnowicz

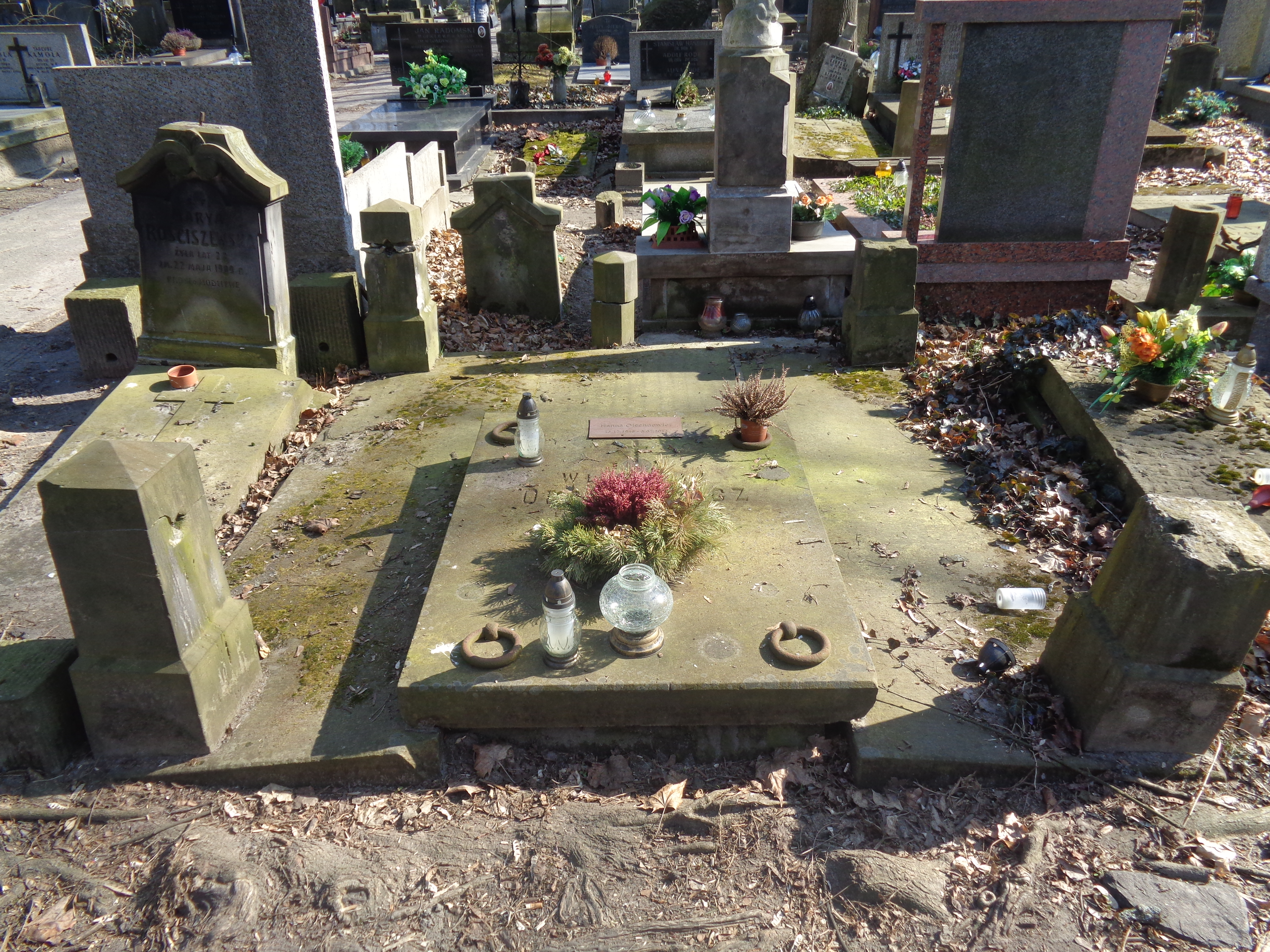
Nagrobek Hanny Olechnowicz na Cmentarzu Powążkowskim

Hanna Olechnowicz (ur. 15 grudnia 1918 w Warszawie, zm. 3 lipca 2013 tamże) – polska psycholog, zajmująca się rozwojem dzieci z zaburzeniami rozwojowymi. Twórczyni Klubu Terapeutycznego dla Dzieci z Poważnymi Zaburzeniami Emocjonalnymi.

## Życiorys
Wnuczka Władysława Olechnowicza, polskiego lekarza psychiatry, antropologa, etnografa, archeologa, założyciela pierwszej w Lublinie prywatnej lecznicy dla umysłowo chorych. Córka Mariana Olechnowicza bohatera wojny 1920. Uczyła się w Dworku Cisowym, szkole prowadzonej przez Związek Harcerstwa Polskiego w Sromowcach Wyżnych przez druhnę Olgę Drahonowską-Małkowską. Później uczęszczała do gimnazjum Szachtmejerowej w Warszawie. Maturę uzyskała w gimnazjum sanatoryjnym im. Św. Teresy w Rabce-Zdroju w 1937 roku.
W 1938 roku rozpoczęła studia na Uniwersytecie Warszawskim na Wydziale Filozoficzno-Humanistycznym. Powróciła na studia w roku 1945 (ten sam wydział) i ukończyła w 1950 roku z tytułem magistra psychologii.
Doktorat z nauk humanistycznych na kierunku pedagogika uzyskała na Wydziale Psychologiczno-Pedagogicznym Uniwersytetu Warszawskiego.
W 1973 roku habilitowała się na Wydziale Psychologii Uniwersytetu Warszawskiego.
Pracę zawodową rozpoczęła w Państwowym Instytucie Pedagogiki Specjalnej w Warszawie. Jej obowiązkiem było badanie dzieci testem inteligencji Terman-Merrill. Pracowała tam od 1948 do 1951 roku.
W latach 1954–1966 pracowała pod kierunkiem docent Izabeli Bielickiej na oddziale noworodkowym dla dzieci z opóźnieniami rozwojowymi.

### Klub Terapeutyczny
W 1989 roku wraz z Anną Ciupą założyła i przez wiele lat prowadziła Klub Terapeutyczny dla Dzieci z Poważnymi Zaburzeniami Emocjonalnymi działający w Warszawie.
Pochowana na Powązkach (kwatera 281-6-2/3).

## Publikacje
- 1969 Pierwsze kroki wśród ludzi, Warszawa, Nasza Księgarnia;
- 1973 Stereotypowe ruchy wahadłowe u dzieci. Z badań nad zaburzeniami zachowania na podłożu cech niedojrzałości, Wrocław, Ossolineum;
- 1979 Wychowanie i nauczanie głębiej upośledzonych umysłowo (redakcja), Warszawa, WSiP;
- 1983 Metody aktywizowania głębiej upośledzonych umysłowo, Warszawa, WSiP;
- 1986 Konstruowanie sytuacji społecznych wyzwalających aktywność głębiej upośledzonych umysłowo, Warszawa, WSPS;
- 1988 U źródeł rozwoju dziecka: o wspomaganiu rozwoju prawidłowego i zakłóconego (redakcja), Warszawa, Nasza Księgarnia;
- 1991 Zabawa wychowuje leczy i raduje : zabawy z mamą i tatą , dziadkiem i babcią, Warszawa, Centralny Ośrodek Poradnictwa Wychowawczo – Zawodowego Ministerstwa Edukacji Narodowej;
- 1991 Portrety psychologiczne dzieci upośledzonych umysłowo i wskazania do pracy wychowawczo-terapeutycznej, Warszawa, WSPS;
- 1994 Wyzwalanie aktywności dzieci głębiej upośledzonych umysłowo. Programy i metody, Warszawa, WSiP;
- 1995 Dziecko własnym terapeutą. Jak wspomagać strategie autoterapeutyczne dzieci z dysfunkcjami więzi osobistych, Warszawa, WSiP;
- 1997 Opowieści terapeutów (redakcja), Warszawa, WSiP;
- 1997 Dobre chwile z naszym dzieckiem. Zabawy sprzyjające rozwojowi charakteru, Warszawa, WSiP;
- 1999 Jaskiniowcy zagubieni w XX wieku. Praca tematyczna z małymi dziećmi., Warszawa, WSiP;
- 2000 Drugie opowieści terapeutów (redakcja), Warszawa, WSiP;
- 2004 Wokół autyzmu. Fakty, skojarzenia, refleksje, Warszawa, WSiP;
- 2010 Terapia dzieci z niepełnosprawnością intelektualną, Warszawa, Wydawnictwo Naukowe PWN (wznowienie: Wyzwalanie aktywności dzieci głębiej upośledzonych umysłowo. Programy i metody z 1994 roku);